# Équipe de Hongrie de football à la Coupe du monde 1934
L'équipe de Hongrie de football participe à sa première Coupe du monde de football lors de l'édition 1934 qui se tient dans le royaume d'Italie du 27 mai 1934 au 10 juin 1934.
Portée par l'enthousiasme et le succès de la précédente édition de 1930, trente-deux équipes s'inscrivent. Un tour préliminaire inédit est organisé et les seize qualifiés, dont la Hongrie, jouent la phase finale.
L'équipe de Hongrie possède un statut d'équipe reconnue pour son football au même titre que l'équipe autrichienne ou italienne. La nation dispute deux matchs et échoue en quart-de-finale contre l'Autriche.

## Phase qualificative
La Hongrie et l'Autriche se retrouvent dans le groupe 4 avec la Bulgarie. Les deux nations, considérées comme deux des équipes européennes parmi les plus fortes à cette époque, se qualifient en éliminant l'équipe bulgare et obtiennent leur ticket sans s'affronter directement. Les matchs Bulgarie-Autriche, Autriche-Hongrie et Hongrie-Autriche ne sont pas disputés car la Bulgarie est éliminée après les trois premières rencontres.
| Rang | Équipe   | Pts | J | G | N | P | Bp | Bc | Diff |  | Résultats (▼ dom., ► ext.) |     |     |     |
| ---- | -------- | --- | - | - | - | - | -- | -- | ---- |  | -------------------------- | --- | --- | --- |
| 1    | Hongrie  | 4   | 2 | 2 | 0 | 0 | 8  | 2  | +6   |  | Hongrie                    |     | N/D | 4-1 |
| 2    | Autriche | 2   | 1 | 1 | 0 | 0 | 6  | 1  | +5   |  | Autriche                   | N/D |     | 6-1 |
| 3    | Bulgarie | 0   | 3 | 0 | 0 | 3 | 3  | 14 | -11  |  | Bulgarie                   | 1-4 | N/D |     |

| 25 mars 1934 | Bulgarie      | 1 - 4 | Hongrie                                                | AS-23, Sofia                                   |                                                |
|              | Baikushev 27e |       | Sárosi 29e · Szabó 61e (pen.) · Toldi 88e · Markos 89e | Spectateurs : 10 000 Arbitrage : Denis Xifandu | Spectateurs : 10 000 Arbitrage : Denis Xifandu |
|              | (Rapport)     |       |                                                        | Spectateurs : 10 000 Arbitrage : Denis Xifandu | Spectateurs : 10 000 Arbitrage : Denis Xifandu |

| 25 avril 1934 | Autriche                                                        | 6 - 1 | Bulgarie    | Stade du Prater, Vienne                          |                                                  |
|               | Horvath 19e, 22e, 33e · Zischek 59e · Viertl 62e · Sindelar 67e |       | Lozanov 66e | Spectateurs : 8 123 Arbitrage : František Cejnar | Spectateurs : 8 123 Arbitrage : František Cejnar |
|               | (Rapport)                                                       |       |             | Spectateurs : 8 123 Arbitrage : František Cejnar | Spectateurs : 8 123 Arbitrage : František Cejnar |

| 29 avril 1934 | Hongrie                        | 4 - 1 | Bulgarie    | Hungaria Korut, Budapest                           |                                                    |
|               | Szabó 9e, 58e · Solti 60e, 73e |       | Todorov 61e | Spectateurs : 10 000 Arbitrage : Hans Frankenstein | Spectateurs : 10 000 Arbitrage : Hans Frankenstein |
|               | (Rapport)                      |       |             | Spectateurs : 10 000 Arbitrage : Hans Frankenstein | Spectateurs : 10 000 Arbitrage : Hans Frankenstein |

## Phase finale

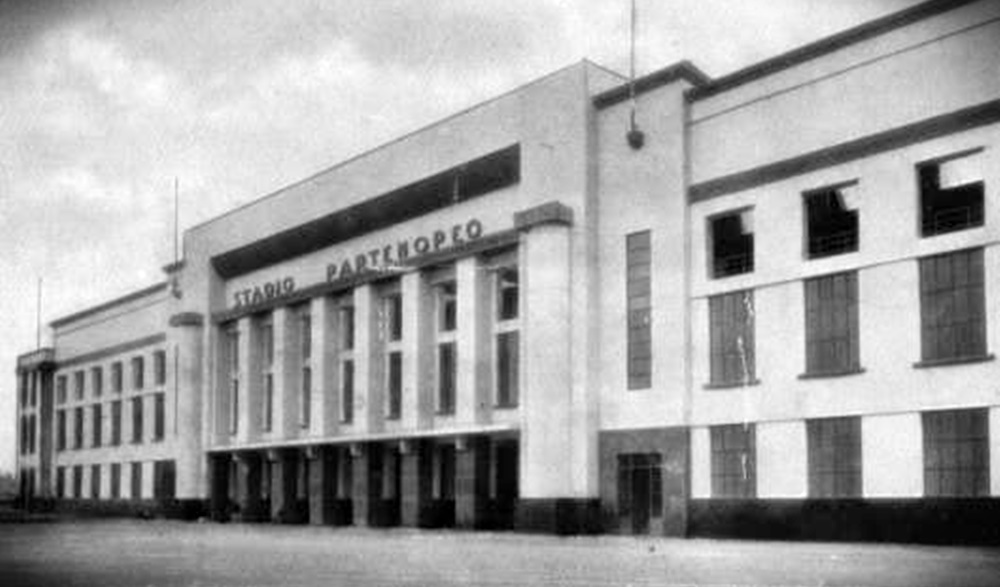
Stade Giorgio-Ascarelli.

La Hongrie est désignée tête de série et rencontre l'équipe d'Égypte le 27 mai 1934 en huitièmes de finale au stade Giorgio-Ascarelli de Naples. La Hongrie mène par 2-0 mais les Égyptiens égalisent à 2-2 en l'espace de cinq minutes. Le score reste inchangé à la mi-temps puis l'équipe hongroise inscrit deux buts au cours de la seconde période et obtient sa qualification en quart-de-finale sur le score de 4-2.
La Hongrie joue contre l'Autriche au tour suivant, adversaire qui était dans le même groupe en phase qualificative mais qu'elle n'avait pas eu à affronter. Elle est menée 2-0 à la cinquantième minute de jeu et l'attaquant György Sárosi réduit l'écart à 2-1 grâce à un but marqué sur penalty à l'heure de jeu. Imre Markos devient l'unique joueur expulsé du tournoi, la Hongrie joue alors la dernière demi-heure à dix et finit par s'incliner.
| 27 mai 1934                                               | Hongrie                                                                                      | 4 - 2   | Égypte                                                                                   | Stade Giorgio Ascarelli (Naples)                   |                                                    |
| 16 h 30 · Huitièmes de finale · Historique des rencontres | Teleki 11e · Toldi 31e, 61e · Vincze 53e                                                     | (2 - 2) | Fawzi 35e, 39e                                                                           | Spectateurs : 9 000 Arbitrage : Rinaldo Barlassina | Spectateurs : 9 000 Arbitrage : Rinaldo Barlassina |
| 16 h 30 · Huitièmes de finale · Historique des rencontres | Rapport                                                                                      |         |                                                                                          | Spectateurs : 9 000 Arbitrage : Rinaldo Barlassina | Spectateurs : 9 000 Arbitrage : Rinaldo Barlassina |
| 16 h 30 · Huitièmes de finale · Historique des rencontres | A. Szabó - Futó, Sternberg - Palotás, Szűcs, Lázár - Markos, Vincze, Teleki, Toldi, G. Szabó | Équipes | Mansour - Shafi, Hamidu - El-Far, Rafaat, Raghab - Latif, Fawzi, El-Tetch , Taha, Hassan | Spectateurs : 9 000 Arbitrage : Rinaldo Barlassina | Spectateurs : 9 000 Arbitrage : Rinaldo Barlassina |

| 31 mai 1934                                            | Autriche                                                                                       | 2 - 1   | Hongrie                                                                                          | Stadio Littoriale (Bologne)                       |                                                   |
| 16 h 30 · Quarts de finale · Historique des rencontres | Horvath 8e · Zischek 51e                                                                       | (1 - 0) | Sárosi 60e (pen.)                                                                                | Spectateurs : 23 000 Arbitrage : Francesco Mattea | Spectateurs : 23 000 Arbitrage : Francesco Mattea |
| 16 h 30 · Quarts de finale · Historique des rencontres | Rapport                                                                                        |         |                                                                                                  | Spectateurs : 23 000 Arbitrage : Francesco Mattea | Spectateurs : 23 000 Arbitrage : Francesco Mattea |
| 16 h 30 · Quarts de finale · Historique des rencontres | Platzer - Cisar, Sesta - Wagner, Smistik , Urbanek - Zischek, Bican, Sindelar, Horvath, Viertl | Équipes | A. Szabó - Vágó, Sternberg - Palotás, Szűcs, Szalay - Markos ( 63e), Avar, Sárosi, Toldi, Kemény | Spectateurs : 23 000 Arbitrage : Francesco Mattea | Spectateurs : 23 000 Arbitrage : Francesco Mattea |

## Bilan
L'équipe dispute deux rencontres. Le bilan hongrois se solde par une victoire et une défaite, cinq buts inscrits pour quatre encaissés.
La Hongrie, quart-de-finaliste, se classe sixième.

## Effectif
Le sélectionneur hongrois durant la Coupe du monde est Ödön Nádas. Il commande un groupe de vingt-deux joueurs qui se compose de deux gardiens de but, quatre défenseurs, sept milieux de terrain et neuf attaquants. Il est également le plus jeune sélectionneur de la compétition avec un âge avoisinant les 33 ans.
| Nom                | Nom              | Club            | Date de naissance | J.              | Buts            |                 |                 |                 |
| Gardiens de but    | Gardiens de but  | Gardiens de but | Gardiens de but   | Gardiens de but | Gardiens de but | Gardiens de but | Gardiens de but | Gardiens de but |
| ------------------ | ---------------- | --------------- | ----------------- | --------------- | --------------- | --------------- | --------------- | --------------- |
|                    | József Háda      | Ferencváros     | 2 mars 1911       | 0               | 0               | -               | -               | -               |
|                    | Antal Szabó      | MTK Hungária    | 4 septembre 1910  | 2               | 0               | -               | -               | -               |
| Défenseurs         |                  |                 |                   |                 |                 |                 |                 |                 |
|                    | Gyula Futó       | Újpest          | 29 décembre 1908  | 1               | 0               | -               | -               | -               |
|                    | László Sternberg | Újpest          | 28 mai 1905       | 2               | 0               | -               | -               | -               |
|                    | József Vágó      | Debrecen        | 1er janvier 1906  | 1               | 0               | -               | -               | -               |
|                    | Sándor Bíró      | MTK Hungária    | 19 août 1911      | 0               | 0               | -               | -               | -               |
| Milieux de terrain |                  |                 |                   |                 |                 |                 |                 |                 |
|                    | Antal Szalay     | Újpest          | 12 mars 1912      | 1               | 0               | -               | -               | -               |
|                    | György Szűcs     | Újpest          | 23 avril 1912     | 2               | 0               | -               | -               | -               |
|                    | Gyula Lázár      | Ferencváros     | 24 janvier 1911   | 1               | 0               | -               | -               | -               |
|                    | Rezső Somlai     | Kispest         | 1er janvier 1911  | 0               | 0               | -               | -               | -               |
|                    | János Dudás      | MTK Hungária    | 13 février 1911   | 0               | 0               | -               | -               | -               |
|                    | István Palotás   | Debrecen        | 5 mars 1908       | 2               | 0               | -               | -               | -               |
|                    | Gyula Polgár     | Ferencváros     | 8 février 1912    | 0               | 0               | -               | -               | -               |
| Attaquants         |                  |                 |                   |                 |                 |                 |                 |                 |
|                    | Jenő Vincze      | Ferencváros     | 20 novembre 1908  | 1               | 1               | -               | -               | -               |
|                    | Géza Toldi       | Ferencváros     | 11 février 1909   | 2               | 2               | -               | -               | -               |
|                    | István Tamássy   | Újpest          | 1er janvier 1911  | 0               | 0               | -               | -               | -               |
|                    | István Avar      | Újpest          | 27 mai 1905       | 1               | 0               | -               | -               | -               |
|                    | Tibor Kemény     | Ferencváros     | 5 mars 1913       | 1               | 0               | -               | -               | -               |
|                    | Imre Markos      | Debrecen        | 9 juin 1908       | 2               | 0               | -               | -               | 1               |
|                    | György Sárosi    | Ferencváros     | 16 septembre 1912 | 1               | 1               | -               | -               | -               |
|                    | Gábor P. Szabó   | Újpest          | 14 octobre 1902   | 1               | 0               | -               | -               | -               |
|                    | Pál Teleki       | Ferencváros     | 5 mars 1906       | 1               | 1               | -               | -               | -               |
| Sélectionneur      |                  |                 |                   |                 |                 |                 |                 |                 |
|                    | Ödön Nádas       |                 |                   |                 |                 |                 |                 |                 |

## Navigation